# Artur Svanström
Artur Ivan Ragnar Svanström, född 26 mars 1852 i Mariestad, död 3 mars 1947 i Karlstad, var en svensk major, lasarettssyssloman och karikatyrtecknare.
Han var son till kronofogden Per Eric Svanlund och Sally Petronella Lampa och från 1882 gift med Anna Ingeborg Kraft. Svanström slutade sin militära verksamhet som major vid Värmlands regemente och var därefter anställd som syssloman vid länslasarettet i Karlstad 1905–1921. Han var i slutet av 1800-talet aktiv karikatyrtecknare och utförde ett större antal karikatyrteckningar med typer och scener från Trossnäs som han samlade i tio album. Ett urval av dessa publicerades i Trossnäsminnen från 1880- och 1890- talen 1952.